# 刘爱芝
刘爱芝（（1924年10月13日—2005年6月17日））中国山东寿光人，原光明日报社副总编辑。

## 生平
1938年参加八路军，1939年2月加入中国共产党。1941年至1945年在山东渤海日报、大众日报任记者。解放战争时期,刘爱芝先后在安东日报、辽东日报、东北日报任记者、特派记者。中华人民共和国成立后，刘爱芝同志从东北日报调到北京，先后在中央党校、北京大学、人民大学新闻系任教员、教研室主任。1959年调入《红旗》杂志社工作，1963年12月至1982年5月在甘肃日报任副总编辑、总编辑（文革期间中断），1982年11月以后任光明日报社副总编辑。
《人民日报》1979年3月15日在第一版显著位置刊发了《甘肃干部张浩的来信》，说包产到组到户都是脱离群众不得人心的。《人民日报》还加了编者按：不能搞包产到户，对已包的要说服引导，回到集体经济上去。新华社还把这封信及人民日报编辑者作为通稿转发，但时任甘肃日报总编辑刘爱芝拒绝发表。